# چارلز برنل
چارلز برنل (انگلیسی: Charles Burnell; ۱۳ ژانویهٔ ۱۸۷۶ – ۳ اکتبر ۱۹۶۹) قایقران روئینگ اهل بریتانیا بود.